# Ротем Хатуель
Ротем Хатуель (івр. רותם חטואל, нар. 12 квітня 1998, Хацор га-Гліліт) — ізраїльський футболіст, клубу «Хапоель» (Беер-Шева) та національної збірної Ізраїлю.

## Клубна кар'єра
Народився 12 квітня 1998 року в місті Хацор га-Гліліт. З дев'яти до 14 років він грав за дитячі команди«Маккабі» (Хайфа), звідки перейшов до молодіжної команди «Хапоеля» (Кір'ят-Шмона). У дорослому футболі дебютував 2017 року виступами за «Хапоель» (Кір'ят-Шмона), в якій провів два роки, але основгим гравцем не став, взявши участь у 14 матчах чемпіонату, після чого у другій половині сезону 2018/19 грав на правах оренди за клуб «Хапоель» (Акко) у другому дивізіоні.
8 серпня 2019 року він підписав контракт з клубом «Хапоель» (Рамат-га-Шарон), але вже через півтора місяця покинув команду і перейшов у «Хапоель» (Умм-ель-Фахм). Втім, і у цій команді Хатуель надовго не затримався, оскільки вжн 6 лютого 2020 року він підписав контракт з клубом «Маккабі Ахі» з Назарета, де дограв сезон 2019/20.
12 серпня 2020 року Ротем став гравцем «Хапоеля» (Беер-Шева). 2022 року він виграв з командою Кубок і Суперкубок Ізраїлю, а у першій половині 2025 року на правах оренди пограв за «Хапоель» (Тель-Авів). Станом на 18 червня 2025 року відіграв за беер-шевську команду 107 матчів в національному чемпіонаті.

## Виступи за збірні
2015 року дебютував у складі юнацької збірної Ізраїлю (U-18), загалом на юнацькому рівні взяв участь у 7 іграх.
27 вересня 2022 року дебютував в офіційних іграх у складі національної збірної Ізраїлю в товариському матчі проти Мальти (1:2)

## Титули і досягнення
- Володар Кубка Ізраїлю (1):

«Хапоель» (Беер-Шева): 2021/22
- Володар Суперкубка Ізраїлю (1):

«Хапоель» (Беер-Шева): 2022